# Nayemont-les-Fosses
Nayemont-les-Fosses [nɛmɔ̃ le fos]  est une commune française située dans le département des Vosges en région Grand Est.
Ses habitants sont appelés les Nayemontais.

## Géographie

### Localisation
Située au nord-est de Saint-Dié-des-Vosges dont elle est limitrophe, la commune occupe une partie de l'adret du massif de l'Ormont, jusqu'à la rive droite de la Fave. L'habitat s'y est dispersé au gré du relief, les principaux lieudits se nomment Brompont, les Basses Fosses, les Hautes Fosses...
|                      | Ban-de-Sapt         | La Petite-Fosse     |
| Saint-Dié-des-Vosges | Nayemont-les-Fosses | Frapelle            |
| Sainte-Marguerite    | Pair-et-Grandrupt   | Neuvillers-sur-Fave |

### Hameaux
- Village
- Basses-Fosses
- Brompont
- Dijon
- Hautes-Fosses

### Écarts
- Haut-de-la-Faîte
- Marémeix

### Hydrographie et les eaux souterraines
Hydrogéologie et climatologie : Système d’information pour la gestion des eaux souterraines du bassin Rhin-Meuse :
Territoire communal : Occupation du sol (Corinne Land Cover); Cours d'eau (BD Carthage),
Géologie : Carte géologique; Coupes géologiques et techniques,
 Hydrogéologie : Masses d'eau souterraine; BD Lisa; Cartes piézométriques.
La commune est située dans le bassin versant du Rhin au sein du bassin Rhin-Meuse. Elle est drainée par la Fave, le ruisseau de l'Aunaie et le ruisseau de Basses Fosses,.
La Fave, d'une longueur totale de 22,2 km, prend sa source dans la commune de Lubine et se jette dans la Meurthe à Saint-Dié-des-Vosges, après avoir traversé onze communes.

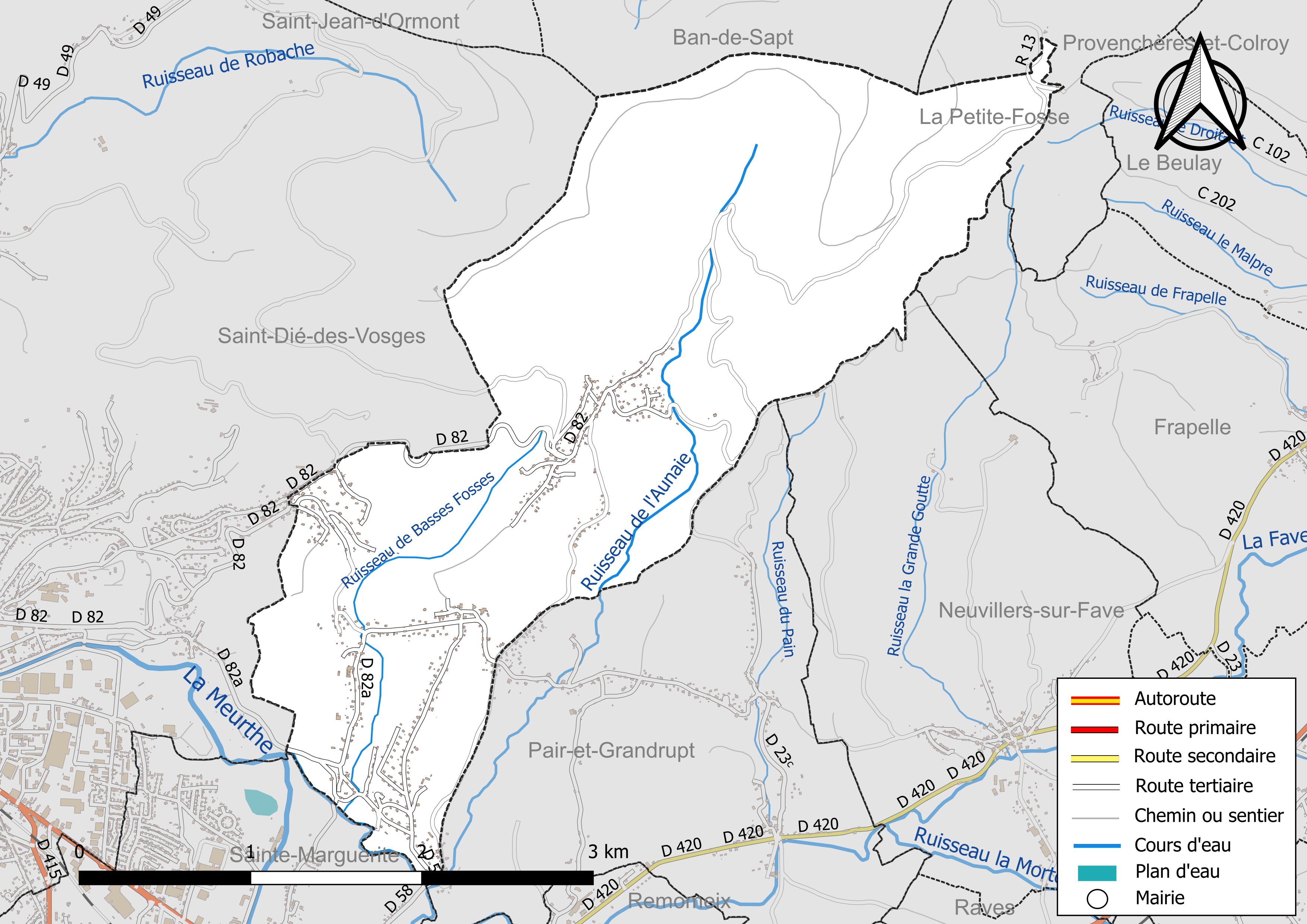
Réseaux hydrographique et routier de Nayemont-les-Fosses.

La qualité des eaux de baignade et des cours d’eau peut être consultée sur un site dédié géré par les agences de l’eau et l’Agence française pour la biodiversité.

### Climat
Pour des articles plus généraux, voir Climat du Grand Est et Climat des Vosges.
En 2010, le climat de la commune est de type climat de montagne, selon une étude du Centre national de la recherche scientifique s'appuyant sur une série de données couvrant la période 1971-2000. En 2020, Météo-France publie une typologie des climats de la France métropolitaine dans laquelle la commune est exposée à un climat semi-continental et est dans la région climatique  Vosges, caractérisée par une pluviométrie très élevée (1 500 à 2 000 mm/an) en toutes saisons et un hiver rude (moins de 1 °C). 
Pour la période 1971-2000, la température annuelle moyenne est de 9,2 °C, avec une amplitude thermique annuelle de 16,8 °C. Le cumul annuel moyen de précipitations est de 1 325 mm, avec 13,7 jours de précipitations en janvier et 11,2 jours en juillet. Pour la période 1991-2020, la température moyenne annuelle observée sur la station météorologique de Météo-France la plus proche, « Ban-de-Sapt », sur la commune de Ban-de-Sapt à 5 km à vol d'oiseau, est de 10,3 °C et le cumul annuel moyen de précipitations est de 1 027,3 mm. 
La température maximale relevée sur cette station est de 36,9 °C, atteinte le 7 août 2015 ; la température minimale est de −17 °C, atteinte le 19 décembre 2009,,. 
Les paramètres climatiques de la commune ont été estimés pour le milieu du siècle (2041-2070) selon différents scénarios d'émission de gaz à effet de serre à partir des nouvelles projections climatiques de référence DRIAS-2020. Ils sont consultables sur un site dédié publié par Météo-France en novembre 2022.

## Urbanisme

### Typologie
Au 1er janvier 2024, Nayemont-les-Fosses est catégorisée commune rurale à habitat dispersé, selon la nouvelle grille communale de densité à sept niveaux définie par l'Insee en 2022.
Elle appartient à l'unité urbaine de Saint-Dié-des-Vosges, une agglomération intra-départementale regroupant 16  communes, dont elle est une commune de la banlieue,,. Par ailleurs la commune fait partie de l'aire d'attraction de Saint-Dié-des-Vosges, dont elle est une commune de la couronne,. Cette aire, qui regroupe 47 communes, est catégorisée dans les aires de 50 000 à moins de 200 000 habitants,.

### Occupation des sols
L'occupation des sols de la commune, telle qu'elle ressort de la base de données européenne d’occupation biophysique des sols Corine Land Cover (CLC), est marquée par l'importance des forêts et milieux semi-naturels (77,6 % en 2018), une proportion identique à celle de 1990 (77,6 %). La répartition détaillée en 2018 est la suivante : 
forêts (77,6 %), zones urbanisées (9,7 %), zones agricoles hétérogènes (8,9 %), prairies (3,7 %). L'évolution de l’occupation des sols de la commune et de ses infrastructures peut être observée sur les différentes représentations cartographiques du territoire : la carte de Cassini (XVIIIe siècle), la carte d'état-major (1820-1866) et les cartes ou photos aériennes de l'IGN pour la période actuelle (1950 à aujourd'hui).

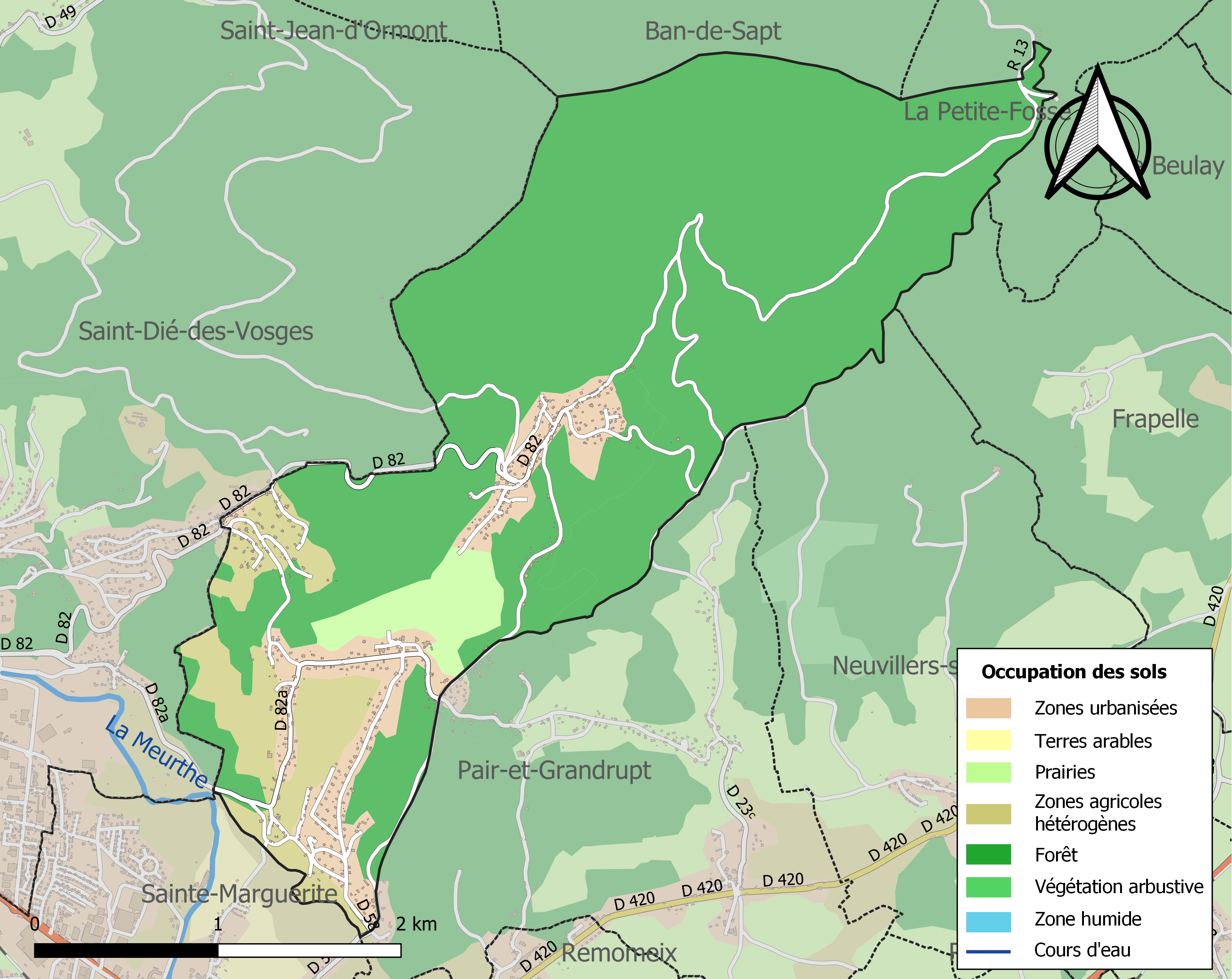
Carte des infrastructures et de l'occupation des sols de la commune en 2018 (CLC).

## Toponymie
Le nom de la localité est attesté sous les formes Symond d’Aymont (1327) ; Haihimont (XIVe siècle) ; Le tiers d’Aiemont et de la Fosse (1471) ; Ayemont et la Fosse (1511) ; Ayenmont (1541) ; Nayemont (1557) ; Ayemont (1563) ; Aiemont (1563) ; Naymont (1594) ; Aymont (1629) ; Aymon et les Fosses (1633) ; Naymont, Haymont (1656) ; Némond (1768) ; Neymont (1772) ; Nemont (XVIIIe siècle).

La préposition « lès » permet de signifier la proximité d'un lieu géographique par rapport à un autre lieu. En règle générale, il s'agit d'une localité qui tient à se situer par rapport à un lieu plus grand. La commune française de Nayemont indique qu'elle se situe près de « Les Fosses », appellation collective des hameaux dits les Basses-Fosses et les Hautes-Fosses, attesté sous les formes La Fosse (1471) ; Les Fosses (1633).

## Histoire
Néolithique
Des découvertes archéologiques faites dans le secteur de Brompont sont datées du 4e millénaire,
âge néolithique : 1 burin d'angle, 1 grattoir, 1 perçoir, des lamelles et une armature de flèche
indiquent la présence humaine. Il s'agit peut-être de l'incursion de chasseurs, de passage d'explorateurs ou d'une première pénétration agro-pastorale.
L'introduction de l'araire, charrue primitive, tirée par des bœufs permet de s'attaquer à des terres lourdes, des espèces végétales résistantes s'accommodant à des conditions climatiques rudes sont cultivées.
Une exploitation rationnelle du cheptel domestique, notamment par l'utilisation systématique des produits
laitiers autorise la conquête de zones où la culture reste difficile. Ainsi la civilisation agro-pastorale peut atteindre les flancs de la montagne vosgienne, donc notre canton. Les chemins, eux, escaladent les hauteurs en suivant les lignes de partage des eaux.
À cette époque, le passage des chasséens marque la Déodatie, il semble que l'arrondissement ait subi une occupation temporaire de cette population. La chasséen résulte du brassage de trois courants culturels du Danube, de la Méditerranée jusqu'à l'Orient et de l'Atlantique. L'âge du cuivre et du bronze furent discrets, l'âge du fer est celui de l'époque celte.
Ve – VIe siècle
C'est la fin de la gaule romaine et la dissolution de l'autorité centrale.
C'est une période très agitée par des guerres et des révoltes.
Vers 900
Le château du Spitzemberg (commune de La Petite-Fosse), est édifié sur des ruines gallo-romaines.
De 915 à 950
Comme les autres forteresses de la région, le château sert de refuge lors des invasions hongroises.
En 959
Création du duché de Lorraine par l'empereur germanique Othon Ier, empereur romain germanique (936-973), duché dont la seigneurie du Spitzemberg fait partie. Le duché ne deviendra indépendant que fin 1400.
Au XIIe siècle
La seigneurie appartient aux seigneurs de Paroye.
En 1243
Le duc de Lorraine devient propriétaire du château.
Le château est habité par un officier et une garnison. Ils sont chargés de la garde et de la défense notamment de Saint-Dié.
Le village d'Ayemont (Nayemont), Les Hautes-Fosses (ou Collognes), les Basse Fosses (ou Simonelles) font partie du domaine. Cognolles et Simonelles étant les patronymes des familles installées dans ces lieux.
En 1477
La mort de Charles le Téméraire près de Nancy est attribuée à Claude Bausmont, châtelain et cellerier de Saint-Dié, seigneur en très faible part de sainte Marguerée.
En 1550
Christine de Danemark, veuve du duc de Lorraine François Ier et mère du duc Charles III réside au château.
En 1560
Christine de Danemark accorde aux habitants de la chatellerie de Spitzemberg le droit d'usage dans les bois de la Goutte d'Ayemont. À cette époque, Ayemont était le chef-lieu du doyenné de Spitzemberg - dont dépendaient Hautes Fosses et Basse Fosses - et appartenait au bailliage de Saint-Dié.
Christine fit aménager des chemins forestiers pour ses promenades, l'un d'eux est encore appelé "Chemin de la Reine".
La garde au château était une servitude à l'origine d'incidents avec le chapitre de Saint-Dié et avec Sainte-Marguerite. Il fut possible d'être dispensé du tour de guet en s'acquittant d'un impôt en nature, généralement seigle ou avoine.
Le village, qui n’a pas d’église, dépendait, comme aujourd’hui, de la paroisse de Sainte-Marguerite.
De 1790 à l’an X, Nayemont a fait partie du canton de Bertrimoutier.
| Blason | Blasonnement : D'une montagne de sinople à deux coupeaux, chargée d'un pic d'or ondé d'azur en senestre à la pointe et d'un château d'argent donjonné, crénelé, maçonné et ouvert en dextre, au chef d'azur à trois étoiles d'or. Commentaires : Le blason représente le massif de l’Ormont, le piton du Spitzemberg et, par sa fasce ondée, les nombreuses sources locales. Le château rappelle que Nayemont dépendait de la communauté de Spitzemberg. Les trois étoiles — signe d’argent — rappellent qu'un chariot d’or serait enfoui au col du Chariot,. |

## Politique et administration

### Budget et fiscalité 2022

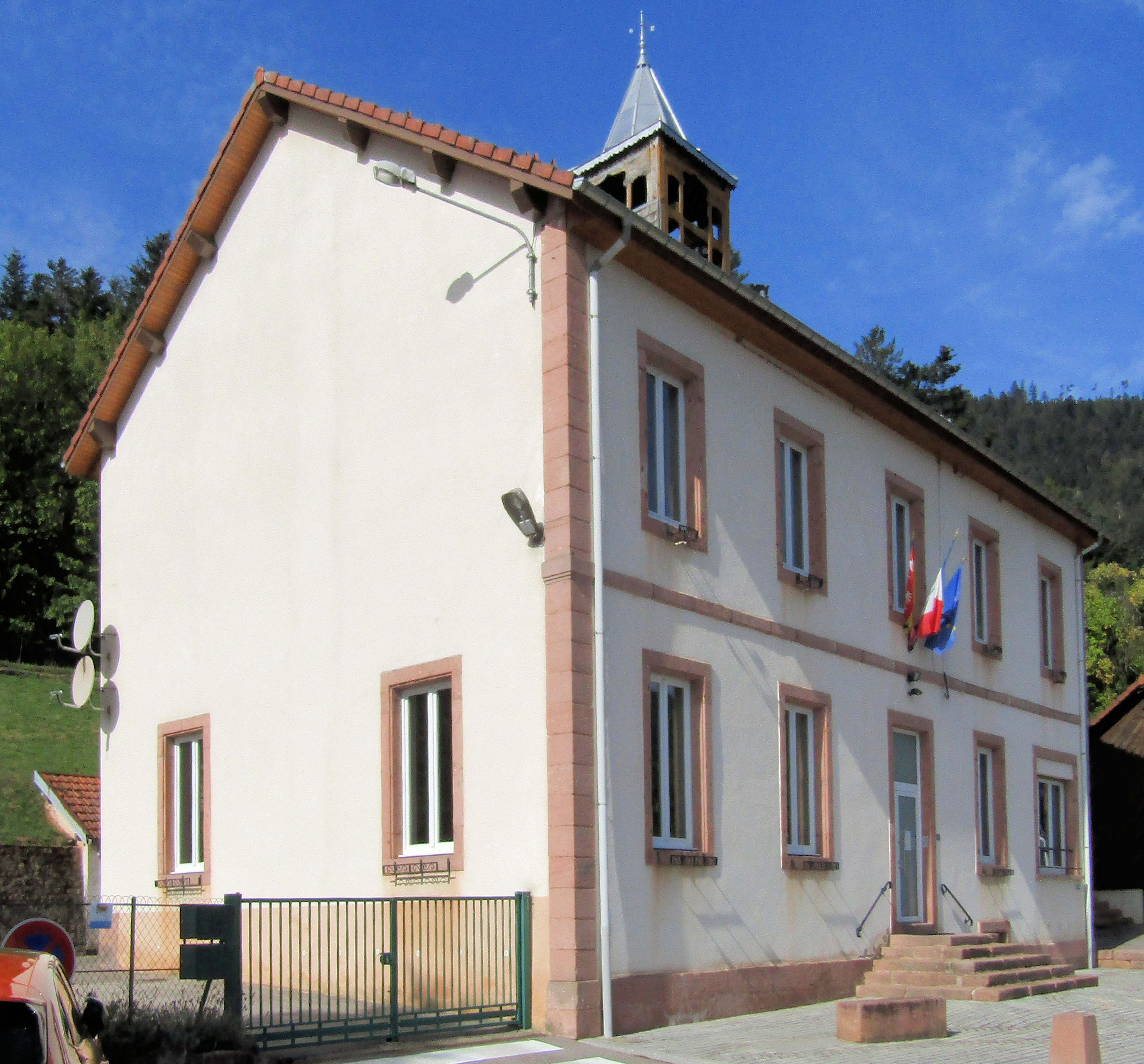
La mairie.

En 2022, le budget de la commune était constitué ainsi :
- total des produits de fonctionnement : 450 000 €, soit 556 € par habitant ;
- total des charges de fonctionnement : 392 000 €, soit 478 € par habitant ;
- total des ressources d'investissement : 110 000 €, soit 134 € par habitant ;
- total des emplois d'investissement : 300 000 €, soit 366 € par habitant ;
- endettement : 211 000 €, soit 258 € par habitant.

Avec les taux de fiscalité suivants :
- taxe d'habitation : 21,52 % ;
- taxe foncière sur les propriétés bâties : 35,63 % ;
- taxe foncière sur les propriétés non bâties : 23,90 % ;
- taxe additionnelle à la taxe foncière sur les propriétés non bâties : 0,00 % ;
- cotisation foncière des entreprises : 0,00 %.

Chiffres clés Revenus et pauvreté des ménages en 2021 : médiane en 2021 du revenu disponible, par unité de consommation : 27 230 €.

### Liste des maires
| Période                                  | Période   | Identité                   | Étiquette                  | Qualité                                                                                    |
| ---------------------------------------- | --------- | -------------------------- | -------------------------- | ------------------------------------------------------------------------------------------ |
| Les données manquantes sont à compléter. |           |                            |                            |                                                                                            |
| av.1937                                  | mars 1971 | René Bodaine (1897-1982)   | Républicain anticommuniste | Agriculteur                                                                                |
| mars 1971                                | mars 1989 | Maurice Enaux (1921-2011)  | SE                         | Transporteur                                                                               |
| mars 1989                                | mars 2001 | Claude Ohrel               | SE                         | Cadre bancaire retraité                                                                    |
| mars 2001                                | 2020      | Patrice Fève               | SE                         | Comptable retraité                                                                         |
| 2020                                     | En cours  | Annabelle Ugolini-Soudière |                            | Enseignante, 1ère Vice présidente de la Communauté d agglomération de Saint-Dié-des-Vosges |

## Démographie
L'évolution du nombre d'habitants est connue à travers les recensements de la population effectués dans la commune depuis 1793. Pour les communes de moins de 10 000 habitants, une enquête de recensement portant sur toute la population est réalisée tous les cinq ans, les populations de référence des années intermédiaires étant quant à elles estimées par interpolation ou extrapolation. Pour la commune, le premier recensement exhaustif entrant dans le cadre du nouveau dispositif a été réalisé en 2007.

En 2022, la commune comptait 776 habitants, en évolution de −4,67 % par rapport à 2016 (Vosges : −2,96 %, France hors Mayotte : +2,11 %).
| 1793 | 1800 | 1806 | 1821 | 1831 | 1836 | 1841 | 1846 | 1856 |
| ---- | ---- | ---- | ---- | ---- | ---- | ---- | ---- | ---- |
| 293  | 256  | 306  | 322  | 486  | 492  | 493  | 509  | 538  |

| 1861 | 1866 | 1876 | 1881 | 1886 | 1891 | 1896 | 1901 | 1906 |
| ---- | ---- | ---- | ---- | ---- | ---- | ---- | ---- | ---- |
| 540  | 560  | 614  | 565  | 550  | 524  | 515  | 493  | 506  |

| 1911 | 1921 | 1926 | 1931 | 1936 | 1946 | 1954 | 1962 | 1968 |
| ---- | ---- | ---- | ---- | ---- | ---- | ---- | ---- | ---- |
| 538  | 448  | 422  | 409  | 415  | 401  | 341  | 314  | 395  |

| 1975 | 1982 | 1990 | 1999 | 2006 | 2007 | 2012 | 2017 | 2022 |
| ---- | ---- | ---- | ---- | ---- | ---- | ---- | ---- | ---- |
| 651  | 844  | 830  | 825  | 881  | 889  | 858  | 798  | 776  |

## Lieux et monuments

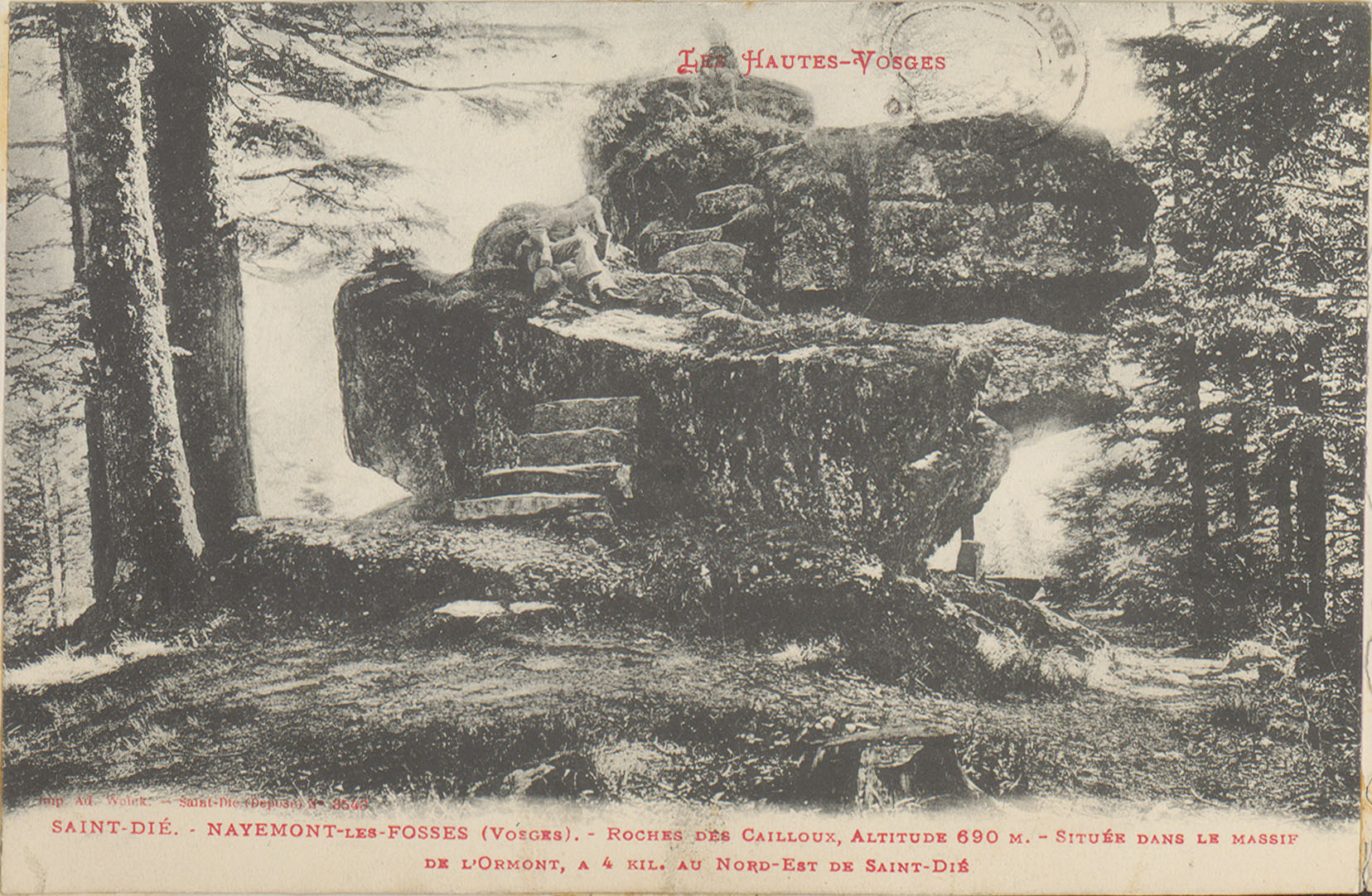
Roches des Cailloux (carte postale Adolphe Weick)[28].
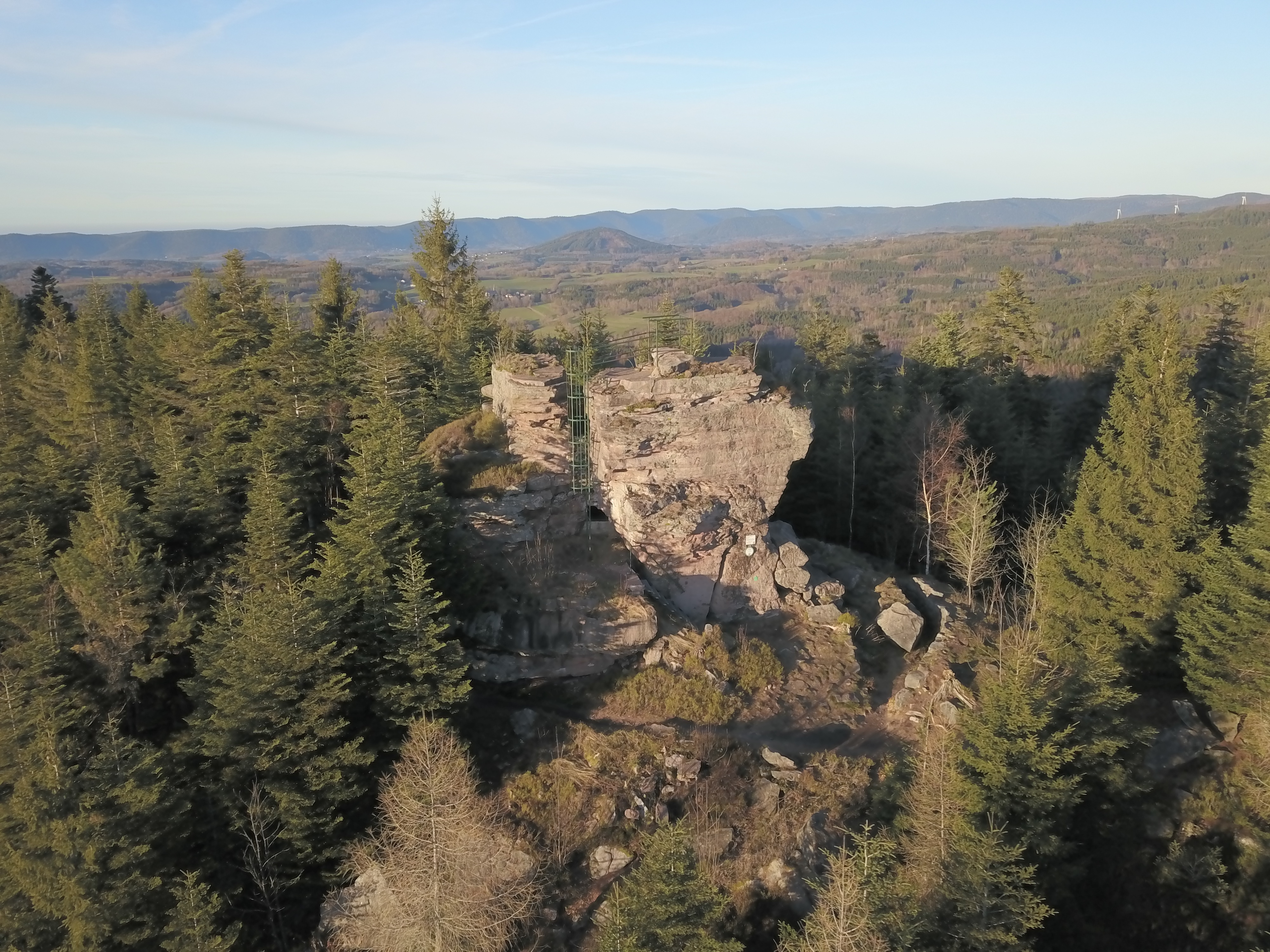
La roche des abris à 844 m d'altitude, sur le massif de l'Ormont.
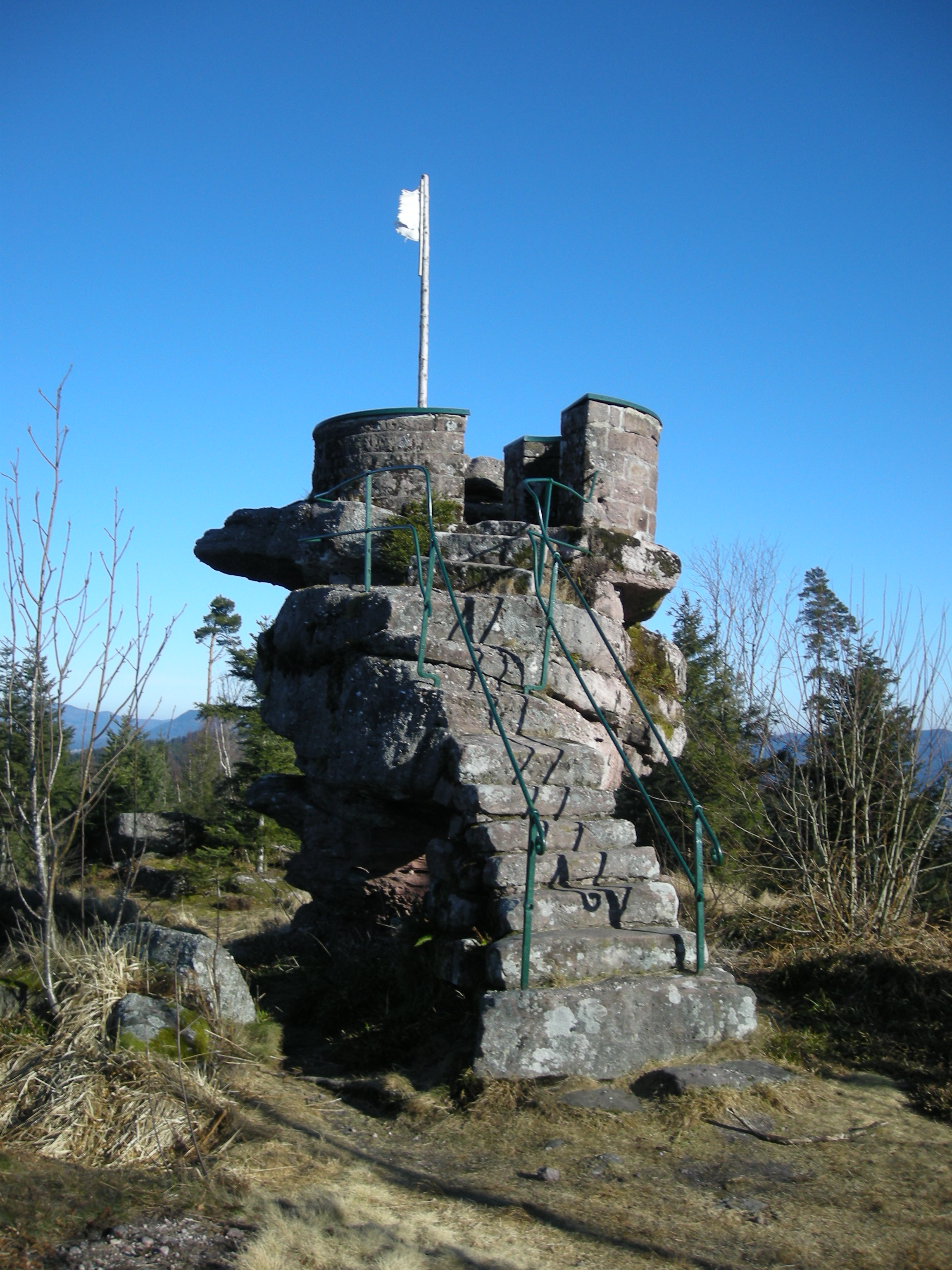
Ancien observatoire-signal.

- La roche d'Ormont (montagne) surplombe le village à une altitude de 807 mètres, les roches du Sapin-Sec d'où l'on découvre la vallée de la Meurthe à Saint-Dié. La photo insérée supra a été prise depuis la route forestière qui y mène. Elle servait d'observatoire militaire pendant la guerre 1914-1918.

Ancien observatoire-signal.
- Patrimoine architectural rural recensé par le service de l'Inventaire général du patrimoine culturel[30],[31].
- Le monument aux morts inauguré le 1er juillet 1923[32],[33].

La commune a été décorée le 24 août 1922 de la croix de guerre 1914-1918.

## Pour approfondir